# Maciej Stęczniewski
Maciej Stęczniewski (ur. 8 maja 1973) – polski piłkarz ręczny, reprezentant Polski grający na pozycji bramkarza.
Występował w Anilanie Łódź, potem przeszedł do Vive Kielce. W późniejszym okresie zmienił klub i występował między innymi w Śląsku Wrocław. Po przerwie wrócił znowu do Kielc, gdzie występował z numerem 22. Reprezentował także niemiecki klub TSV Hannover-Burgdorf. Od czerwca 2009 jest zawodnikiem Azoty-Puławy. Ma 208 cm wzrostu. Zaliczył występy w reprezentacji Polski podczas Mistrzostw Europy 2006.